# ホタルクス
株式会社ホタルクス（英: HotaluX, Ltd.）は、照明器具の製造・販売を手掛ける日本の電機メーカー。ウイルテックの100％子会社。2019年3月まではNECライティング株式会社の名称でNECグループに所属していた。

## 概要
NECグループで家庭用電気機械器具の製造を手掛けていたNECホームエレクトロニクスが、1990年代後半の経営不振で、1999年9月28日に発表されたNECグループの大規模構造改革により、事業分割・移管のうえ、解散することが決定したことに伴い、2000年1月18日に同社から照明事業を分社独立してNECライティングが設立された。
2005年6月、液晶テレビ用の蛍光管を製造する工場を長野県伊那市に設立したが、2010年11月に閉鎖した。
2018年11月29日、NECは2019年4月1日付でNECライティングを日本みらいキャピタルが助言する投資ファンド（以下NMCファンド）が全額を出資する新会社に吸収分割により承継（譲渡）することを発表。新会社となる「株式会社ホタルクス」は2019年1月29日に設立され、承継は予定通り実施。NECは譲渡対価として、NMCファンドからホタルクスの5%分の株式を受領した。NECブランドは継続使用していたが、2022年1月以後順次HotaluXブランドへの切り替えを進め、2023年10月にはHotaluXブランドに統一された。
2023年12月25日付で、ウイルテックが全株式を取得し、ホタルクスはウイルテックの完全子会社となった。
「ホタルクス」の社名は、「ホタルック」「蛍」と「ルクス」のかばん語。
なお、旧NECライティングの法人格は2020年3月3日に消滅した。

## 工場
- 滋賀工場（滋賀県甲賀市水口町日電3-1）
  - 住所の「日電」は、元の親会社だったNEC＝日本電気の略称に由来し、工場の立地にあわせて正式な地名となった。

## 主な製品
- 従来型ランプ（蛍光ランプ・電球形蛍光ランプ・ミニ白熱電球・点灯管）は2027年12月までに生産完全終了が決まり、今後はLED器具生産へ完全移行する。
- 一般用ランプ

蛍光灯の「ホタルック」は蓄光塗料が塗ってあり、消灯後しばらく青白く光るのが特徴。また、ホタルックの飛散防止型蛍光灯を発売した。これら製品は1995年1月17日に発生した阪神・淡路大震災の教訓を活かし開発された。その他にLED電球（LED照明）の「LIFELED'S」も展開している（LED電球は自社生産していないため、LED電球器具に付属のお試し用ランプはパナソニック・東芝ライテックなどの他社より供給）。同業の東芝ライテック・三菱電機照明・日立グローバルライフソリューションズが蛍光ランプの生産・販売を相次いで終了したため、ホタルクス製蛍光ランプは東芝ストアー・日立チェーンストール・三菱電機ストアーへも供給されている。
- 点灯管 - 従来型グロー式は2022年限りで生産終了となり、現在は電子点灯管のみを生産。
- 住宅用照明器具（シーリングライト等）
- 施設用照明器具
  - 航空機着陸誘導閃光装置は、日本の120空港すべてに、当社の製品が導入されている。

## 過去の製品
- 冷陰極管（CCFL）ランプ - 液晶バックライトなどのOEM